# 楯吸虫亜綱
楯吸虫亜綱 (Aspidogastrea) は扁形動物門吸虫綱に属する小さな分類群であり、約80種を含む。単生亜綱・単生吸虫亜綱と呼ばれることもあるが、単生綱（単生類）とは異なる。吸虫綱には本亜綱と二生亜綱が含まれる。学名はギリシャ語: ἀσπίς aspis “盾”, γαστήρ gaster “腹”に由来する。
大きさは1 mmから数cm。淡水・海水中に生息し、軟体動物・脊椎動物（軟骨魚類・条鰭類・カメ）に寄生する。経済的に重要な種はないが、祖先的な形質を保持しているため生物学者からは注目を集めている。

## 形態
大きな腹盤と、その中に列をなした小吸盤 (alveoli, "suckerlets") を持つ。 外被 (tegument) からは小結節 (microtubercle) と呼ばれる突起が突き出ている。

### 幼生
幼生は繊毛の生えた斑を持つが、その数は種によって異なる。Multicotyle purvisi は前部に4個、後部に6個。Cotylogaster occidentalis は前部に8個、後部に6個。Aspidogaster conchicola ・Lobatostoma manteri ・Rugogaster hydrolagi などは繊毛を欠く。

### 排出系
ほとんどの扁形動物のように炎細胞を持つ。2つの排泄嚢細胞が後吸盤の前方背面に位置し、3つの炎細胞と弁のある管で繋がっている。尿は管にある繊毛で排出される。

### 神経系
自由生活も行うため、非常に複雑な神経系と多種・多数の感覚受容器を持つ。体表面には環状の神経と、それに直交して前後に走る神経がある。脳 (cerebral commissure) は体前部の背面に位置し、その上に単眼が付属している。脳から出た太い神経束は咽頭・消化管を経由し後部の吸盤まで走っている。
感覚受容器は体全体に見られるが、腹面・前端・後吸盤に多い。電子顕微鏡での観察では13種の受容体が確認されている。

## 生活環
軟体動物と、通性または偏性的に脊椎動物に寄生する。雌雄同体である。生活環は二生亜綱よりも単純で、幼生は1回の変態で成体となる。
ほとんどの種で宿主特異性は低い。これは二生亜綱の種がごく限られた宿主を持つのと対照的である。例えば Aspidogaster conchicola は淡水性二枚貝だけでなく、巻貝・魚・カメにも寄生できる。
いくつかの種では生活環が解明されている。Lobatostoma manteri は脊椎動物を宿主に必要とする例で、グレート・バリア・リーフではマルコバンの小腸から成体が見つかっている。卵は魚の糞とともに排出され、巻貝に食べられてその胃で孵化する。幼生は体内を移動しながら成長し、精巣・卵巣を形成して亜成体となる。

## 系統
二生亜綱は培養液中で増やすことはできるが、水中ではすぐに死ぬ。だが楯吸虫は数日-数週間もの間、単純な生理食塩水中で生きることができる。例えば、成体の A. conchicola は淡水中で2週間、塩類溶液中では5週間生存した。魚から分離された L. manteri は、薄めた海水中で13日生存し産卵したが、この卵は正常に発生した。これは楯吸虫が特定の宿主に適応していないことを意味し、より複雑な生活環を持つ二生亜綱はこの群から進化してきたことが推測される。
宿主の観点からも同じようなことが言える。楯吸虫の宿主には、約4億5,000万年前に出現した軟骨魚類（サメ・エイ・ギンザメ）が多いが、これは二生亜綱が主に、2億1,000万年前頃から多様化した硬骨魚類に寄生するのと対照的である。
吸虫綱の共有派生形質として、ラウレル管 (Laurer's Canal)・後吸盤の存在、宿主が軟体動物と脊椎動物であることが挙げられ、分子系統からもこれは支持されている。軟体動物・脊椎動物のどちらが元々の宿主だったのかは明らかでない。

## 下位分類
4科が認められている。
- Rugogastridae - 1属2種。ギンザメの直腸腺から知られる。腹盤は皺状。これ以外の科は1つの盲嚢と1-2個の精巣を持つが、本科は2つの盲嚢と多数の精巣を持つ。
  - Rugogaster callorhinchi Amato & Pereira, 1995
  - Rugogaster hydrolagi Schell, 1973
- Stichocotylidae - 1属1種。板鰓類の腸から得られ、小吸盤は1列。
  - Stichocotyle nephropis Cunningham, 1884
- Multicalycidae - 1属2種。ギンザメ・板鰓類の腸から得られ、小吸盤は1列。
  - Multicalyx cristata Faust & Tang, 1936
  - Multicalyx elegans (Olsson, 1869)
- Aspidogastridae - 約12属60種。軟体動物・硬骨魚・カメに寄生する。
  - Rohdellinae - 輸精管・輸卵管が途中で癒合しているのが特徴。淡水性。
    - Rohdelia

  - Cotylaspidinae - 小吸盤は3列。
    - Cotylogaster
    - Cotylaspis
    - Lissemysia

  - Aspidogastrinae - 小吸盤は4列。
    - Multicotyle
    - Lobatostoma
    - Aspidogaster
    - Lophotaspis
    - Sychnocotyle
    - Neosychnocotyle

Aspidogastridaeのみを含むAspidogastrida、Stichocotylidae・Multicalycidae・Rugogastridaeを含むStichocotylidaの2つの目に分けられることもある。